# Tour normande de Tricarico
La tour normande de Tricarico (en italien : torre normanna di Tricarico), est une tour médiévale d'origine normande située dans la ville de Tricarico, en Basilicate.

## Description
La tour, haute de 27 mètres avec des murs dépassant en plusieurs points 5 mètres d'épaisseur, s'étend sur 4 niveaux et est bordée de mâchicoulis.

## Histoire
Le site fut d'abord occupé par une citadelle lombarde (IXe siècle), puis par un fort byzantin qui sera remanié par les Normands à partir de la seconde moitié du XIe siècle, puis par les Hohenstaufen (XIIIe siècle) et les Angevins (XIIIe – XIVe siècles).

## Galerie

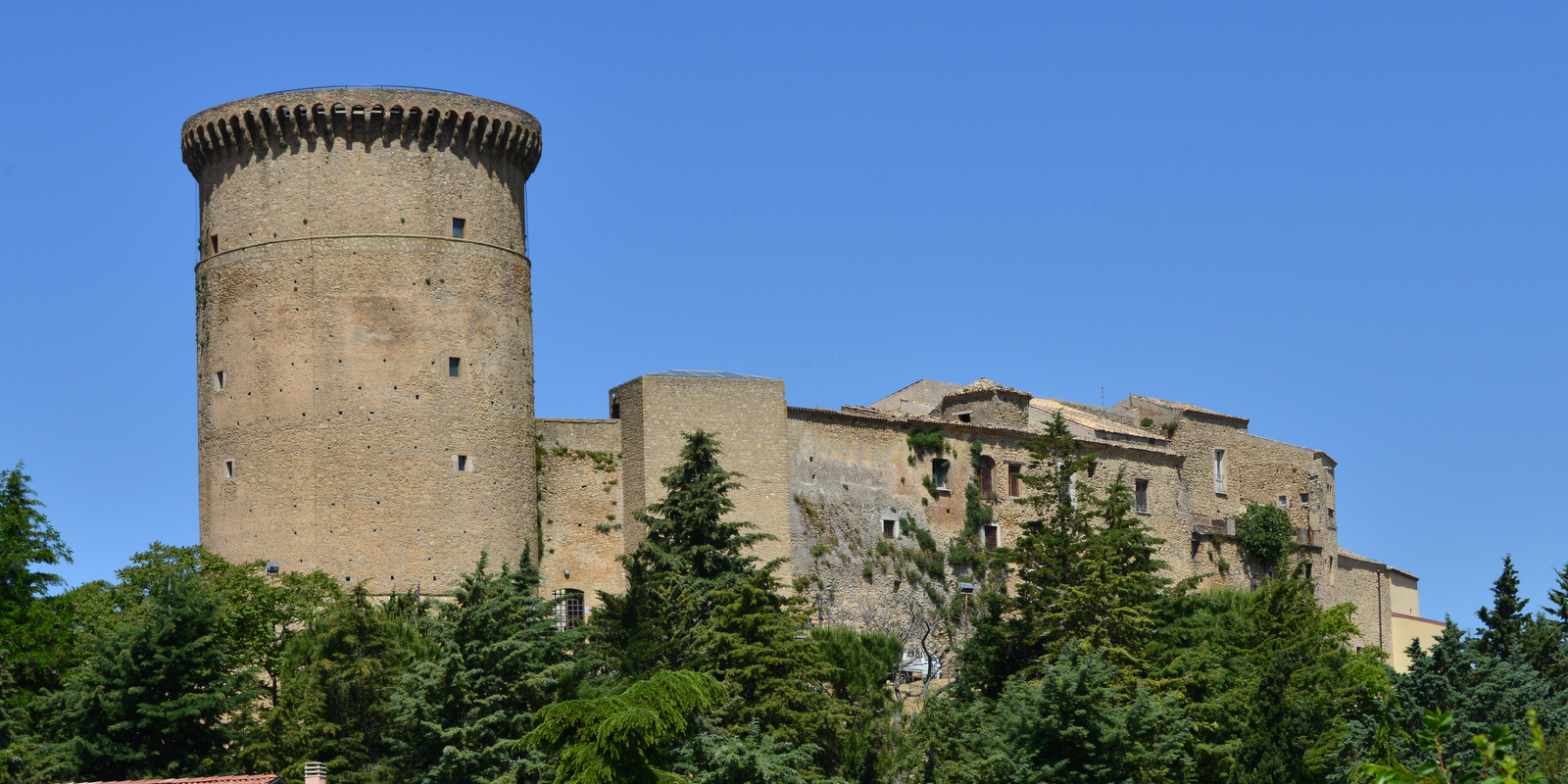
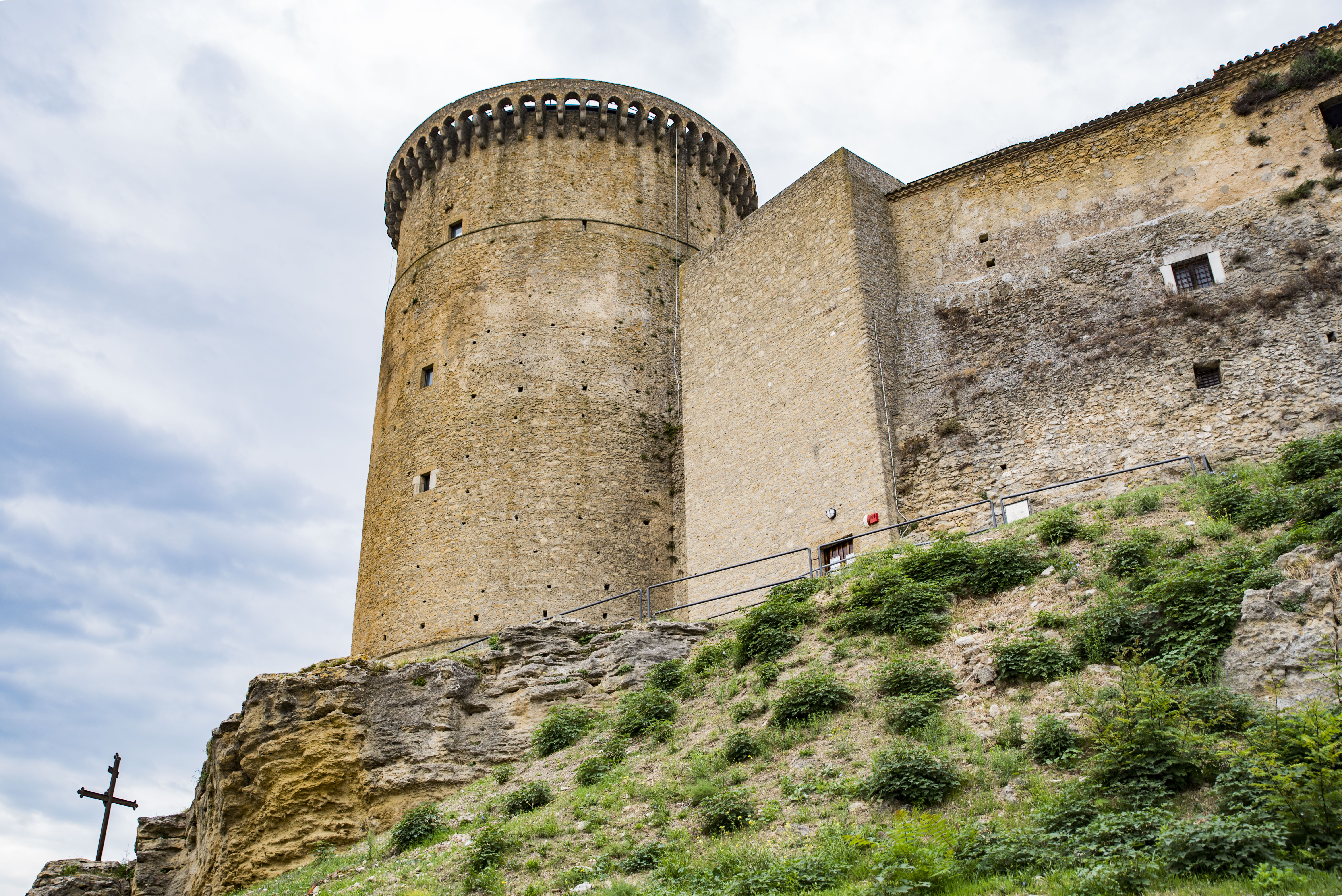
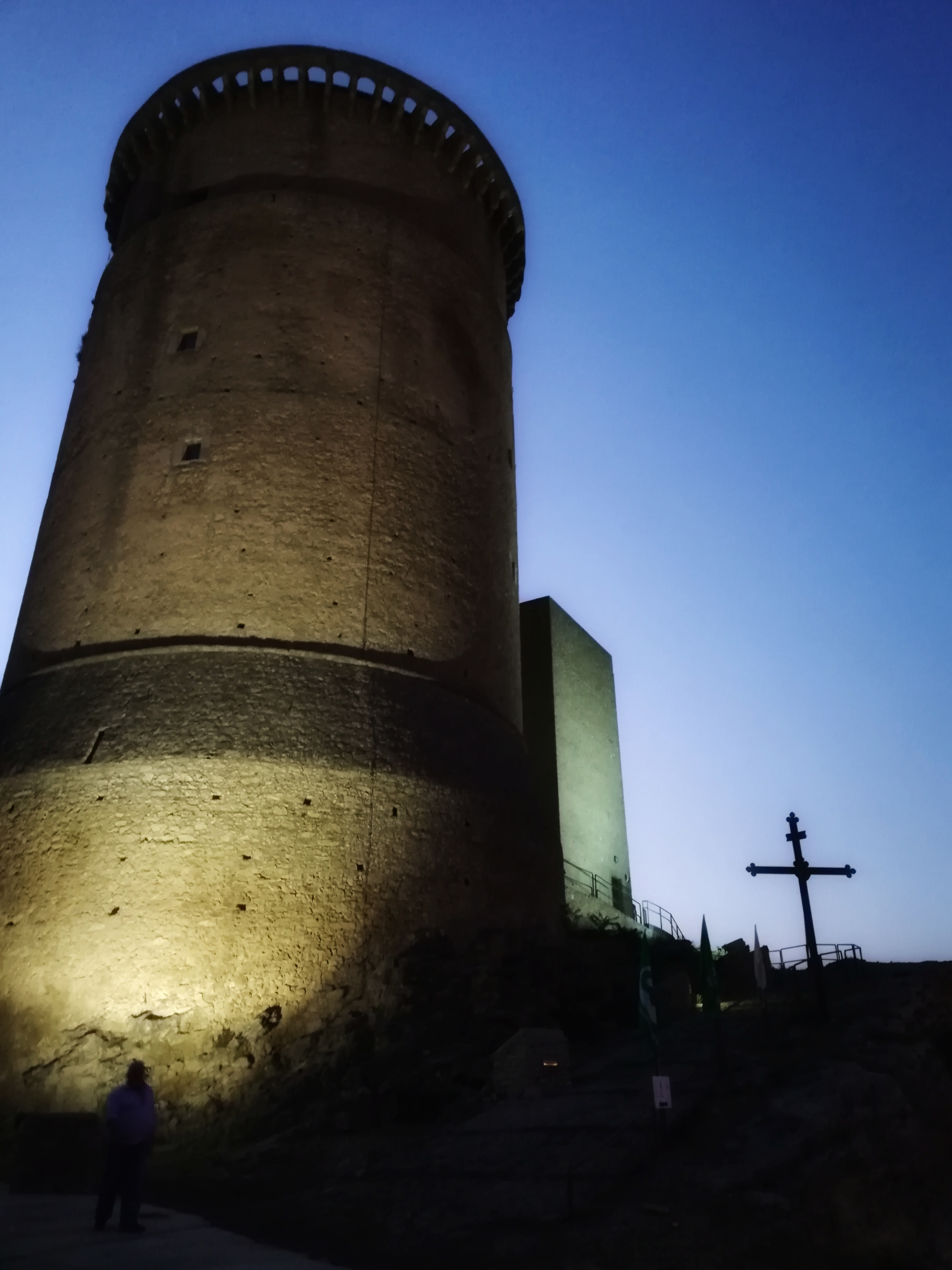
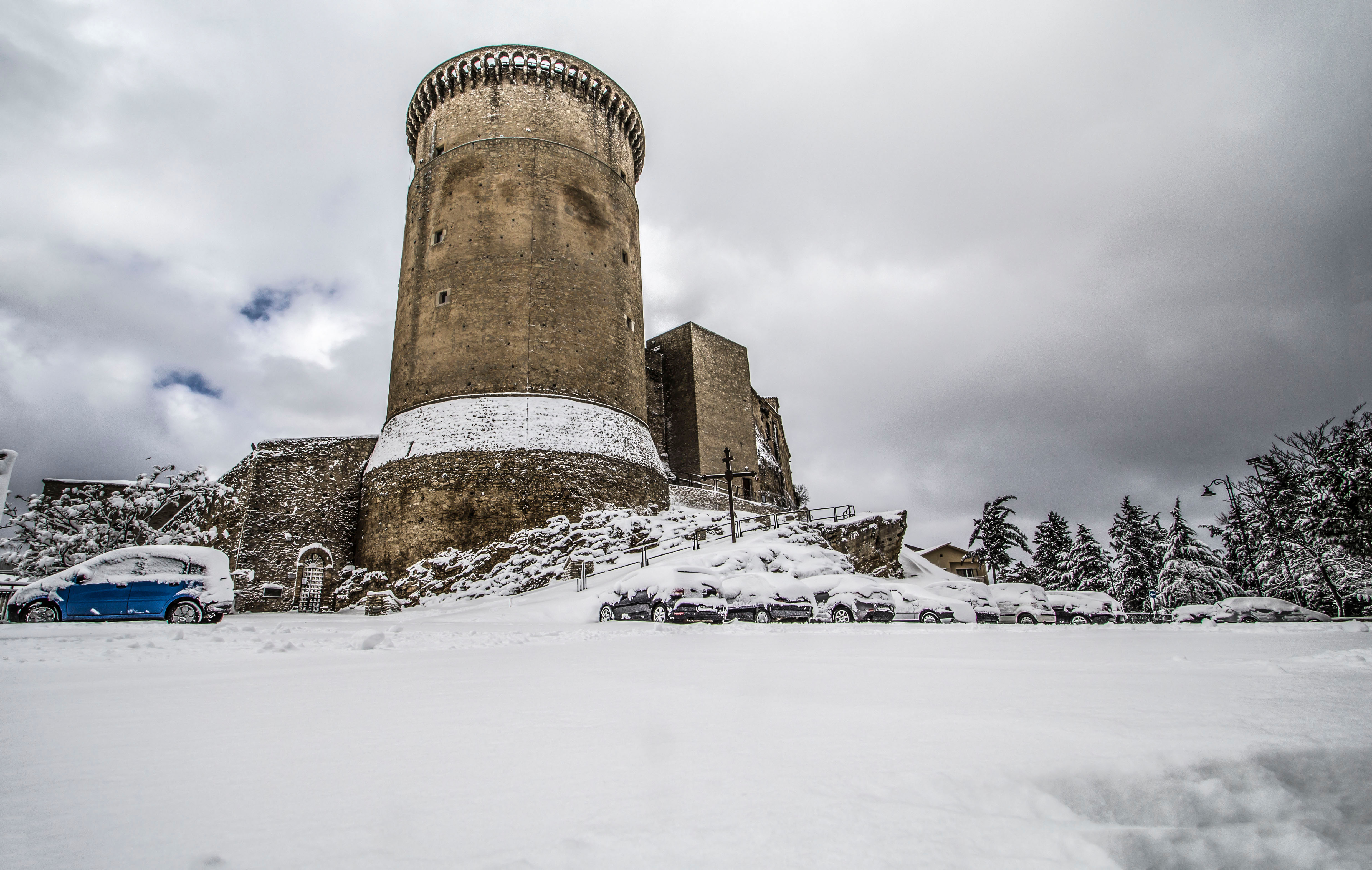
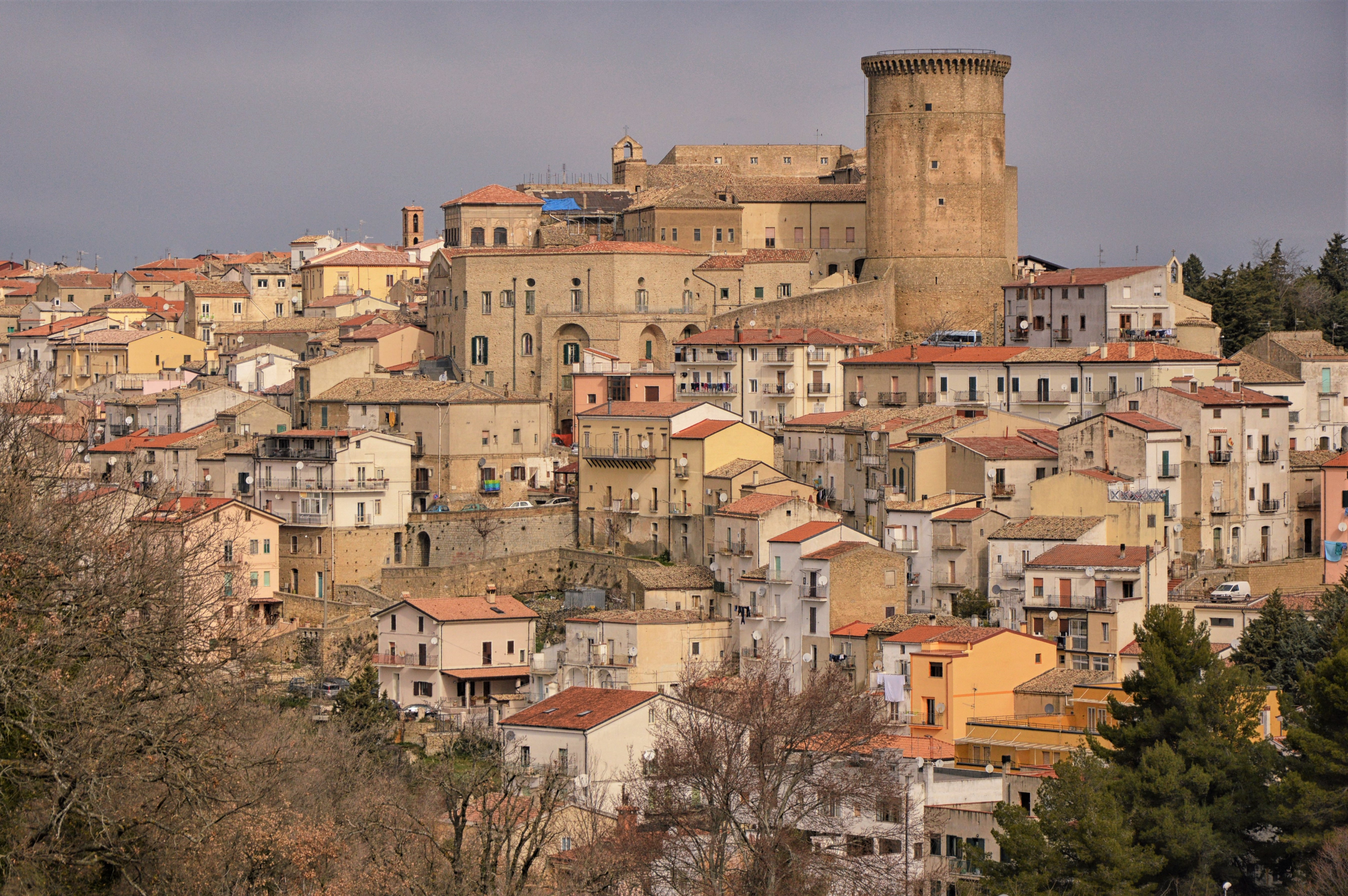
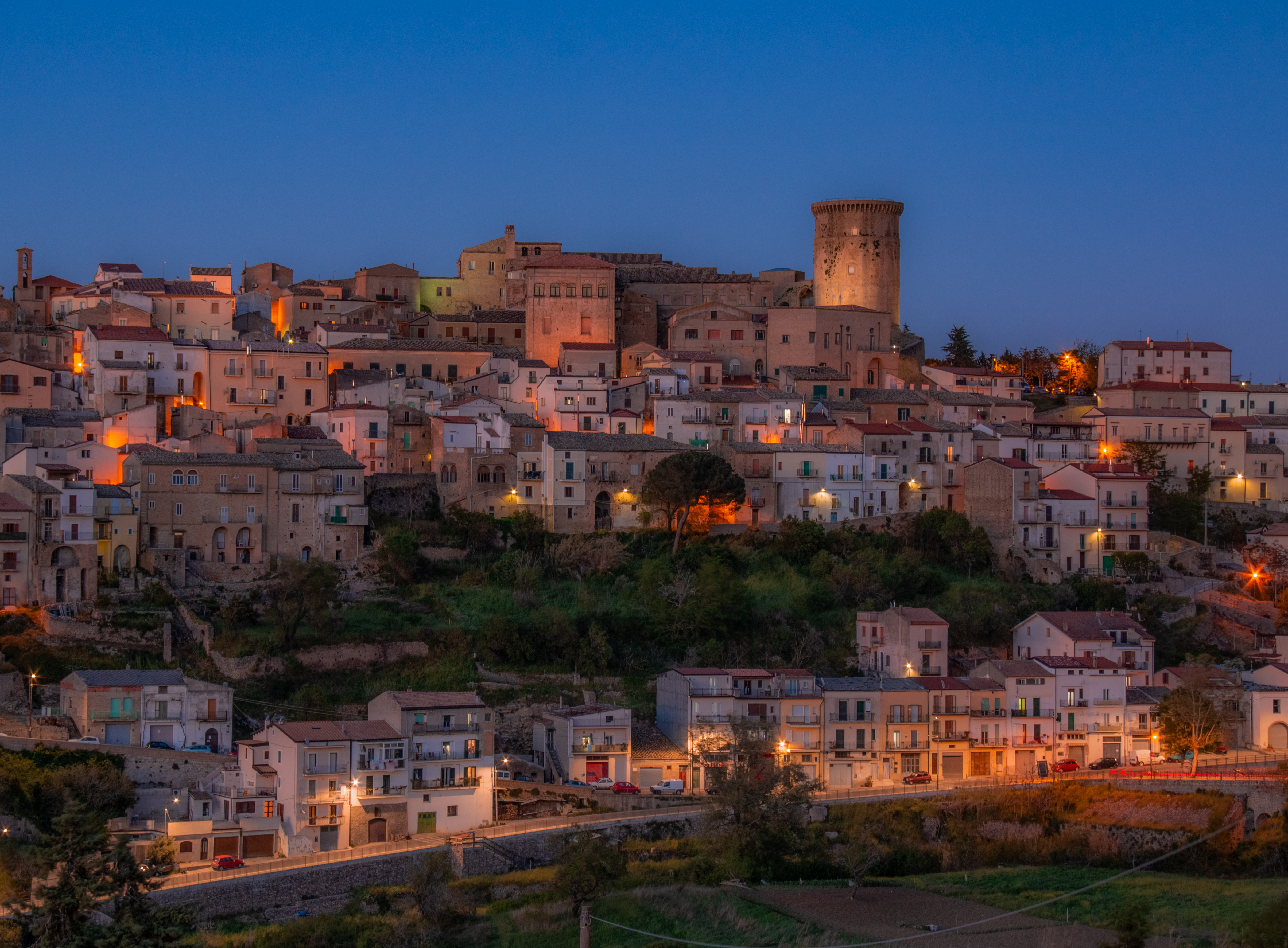